# Aicha (Kirchenthumbach)
Die Einöde Aicha ist ein Ortsteil des Marktes Kirchenthumbach im Oberpfälzer Landkreis Neustadt an der Waldnaab.

## Geographie
Die Ortschaft besteht aus einem Doppel-Wohnhaus und einigen Wirtschaftsgebäuden. Sie liegt etwa vier Kilometer nördlich des Gemeindezentrums und ist von dort über die Staatsstraße 2120 und eine Gemeindestraße erreichbar.